# ألان جبريل رودريغيز
ألان جبريل رودريغيز (بالإسبانية: Alan Gabriel Rodríguez) (1 مايو 1993 بسان إيسيدرو في الأرجنتين - ) هو لاعب كرة قدم أرجنتيني في مركز الدفاع.

## وصلات خارجية
- ألان جبريل رودريغيز على موقع Soccerway.com (الإنجليزية)